# Stanisław Piękoś
Stanisław Piękoś, ps. Skała (ur. 3 listopada 1896 w Sokołowie Małopolskim, zm. 26 sierpnia 1987 w Gliwicach) – major piechoty Wojska Polskiego, działacz niepodległościowy, kawaler Orderu Virtuti Militari, generał brygady Polskiej Armii Ludowej.

## Życiorys
Urodził się w rodzinie Adama (1854–1927), mistrza stolarskiego, i Katarzyny z Walickich (1859–1931), gospodyni domowej.
Latem 1914 roku zaciągnął się do I Brygady Legionów, brał udział w walkach pod Krzywopłotami, Łowczówkiem, nad Nidą, pod Żernikami, Jastkowem, Kuklami i Kamienuchą oraz Kostiuchnówką. W trakcie walk był trzykrotnie ranny. Po kryzysie przysięgowym został wcielony do armii austriackiej i w składzie 20. pp skierowany na front włoski, gdzie walczył w ofensywie nad Isonzo w październiku 1917 r. i walkach nad Piawą. Został ciężko ranny i w ramach rekonwalescencji otrzymał urlop, z którego nie powrócił do służby. Ukrywał się i w listopadzie 1918 roku zgłosił się do służby w odrodzonym Wojsku Polskim. Otrzymał przydział do 35 pułku piechoty i stopień podporucznika. W latach 1919–1920 brał udział w stopniu porucznika służby stałej w szeregach 17 pp w wojnie z bolszewikami. Brał udział w walkach na froncie ukraińskim, nad Dźwiną, w kampanii kijowskiej a następnie w rejonie Białegostoku, Grodna, Lidy, Nowogródka i Starej Wilejki. Za okazane męstwo na polu walki odznaczono go Krzyżem Srebrnym Orderu Wojskowego Virtuti Militari i trzykrotnie Krzyżem Walecznych. W trakcie walk był dwukrotnie ranny.
3 maja 1922 został zweryfikowany w stopniu kapitana, ze starszeństwem od dnia 1 czerwca 1919, z 1449. lokatą w korpusie oficerów piechoty. 6 marca 1923 został przeniesiony z 1 pułku piechoty Legionów w Wilnie do 17 pułku piechoty w Rzeszowie. 18 marca 1925 został przeniesiony do Korpusu Ochrony Pogranicza. Dowodził kompanią w 7, a następnie 21 batalionie granicznym. 31 października 1927 został przeniesiony z KOP do 60 pułku piechoty wielkopolskiej w Ostrowie Wielkopolskim na stanowisko dowódcy kompanii, a później dowódcy batalionu. 18 lutego 1928 awansował na majora, ze starszeństwem od dnia 1 stycznia 1928, z 125. lokatą w korpusie oficerów piechoty. 26 kwietnia 1928 został przeniesiony macierzyście do kadry oficerów piechoty z równoczesnym oddaniem do dyspozycji dowódcy Okręgu Korpusu Nr VII w Poznaniu. Z dniem 30 września 1928 został przeniesiony do rezerwy. Przeniesiony do Straży Granicznej.
Wyrokiem Wojskowego Sądu Okręgowego w Wilnie sygn. Ko 5/30 z 1 grudnia 1930 roku został skazany „za występki przywłaszczenia i nadużycia władzy służbowej na stanowisku dowódcy kompanii KOP” oraz zdegradowany do stopnia szeregowca. W latach 1930–1932 pracował na stanowisku cywilnym w Archiwum Wojskowym. W 1932 roku wstąpił do Polskiej Partii Socjalistycznej, w tym samym roku rozpoczął pracę w Wytwórni Kas Ogniotrwałych „Jardel”. W 1937 roku przeszedł na emeryturę.
W marcu 1939 roku powrócił do służby w armii. Walczył w kampanii wrześniowej w obronie Warszawy. Od 12 września 1939 był dowódcą IV batalionu 360 pułku piechoty. Odznaczył się męstwem i dzielnością. Po kapitulacji Warszawy 28 września 1939 uniknął niewoli, jako ciężko ranny trafił do szpitala wolskiego. Wprowadzony do konspiracji w Służbie Zwycięstwu Polski i następnie w Związku Walki Zbrojnej przez Okulickiego. W grupie Leopolda Okulickiego wyjechał jesienią 1939 do Łodzi. Początkowo jako oficer inspekcyjny na powiaty Skierniewice i Łowicz. Od lutego do lipca 1940 komendant Inspektoratu Rejonowego ZWZ Skierniewice, który organizacyjnie wchodził w skład Okręgu ZWZ Łódź. Brał udział w odprawach w Łodzi. W VII 1940 Inspektorat Skierniewice ZWZ wyłączono z Okręgu Łódź ZWZ i przekazano do Komendy Okręgu ZWZ Warszawa – województwo. Po przekazaniu inspektorat jako struktura zostaje rozwiązany, a obwody Skierniewice i Łowicz funkcjonują w składzie Okręgu Warszawa – województwo ZWZ jako obwody samodzielne. Mianowany w VII 1940 inspektorem na teren lewobrzeżny okręgu. We wrześniu 1940 r. w wyniku skarg zostaje zawieszony w czynnościach. Po potwierdzeniu skarg o wydawanie pieniędzy pochodzących z darów społeczeństwa niezgodnie z przeznaczeniem został w listopadzie 1940 r. dyscyplinarnie usunięty z szeregów ZWZ.
W 1943 związał się z organizacją Polska Armia Ludowa (PAL) w Warszawie. W PAL awansowano go do stopnia pułkownika. 9 czerwca 1944 został generałem brygady i głównym inspektorem Polskiej Armii Ludowej. W 1944 utrzymywał kontakty z pułkownikiem Janem Rzepeckim ps. „Wolski”, z którym prowadził rozmowy dotyczące podporządkowania Armii Krajowej oddziałów PAL. Podczas powstania warszawskiego w sierpniu i wrześniu 1944 był dowódcą Zgrupowania PAL „Centrum”. Następnie PAL zostaje podporządkowana władzom komunistycznym i rozwiązana 21 stycznia 1945. Brał udział w kontaktach generała NKWD Iwana Sierowa z generałem Leopoldem Okulickim. W styczniu 1945 roku zgłosił się do Departamentu Personalnego MON i oświadczył, że jest generałem brygady PAL, jednak nie stawił się na posiedzenie Komisji Weryfikacyjnej. Tym samym jego stopień generała brygady nie został formalnie potwierdzony.
Od 1947 roku pracował w Przedsiębiorstwie Budowli Inżynieryjnych w Katowicach, w 1948 r. zaczął prowadzić delegaturę Spółdzielni Związku Inwalidów w Gliwicach, następnie był zatrudniony w Centrali Złomu i Odpadków, skąd przeniósł się do firmy „Herbaflora” w Zabrzu. W 1966 roku otrzymał prawo do niskiej renty inwalidzkiej. Przez wiele lat pełnił funkcję opiekuna inwalidów, wdów i sierot po uczestnikach ruchu oporu PAL.
Pochowany jest na cmentarzu Centralnym w Gliwicach.
Był żonaty z Zofią z domu Rybko (ur. 1900).

## Ordery i odznaczenia
- Krzyż Złoty Orderu Wojskowego Virtuti Militari[11]
- Krzyż Srebrny Orderu Wojskowego Virtuti Militari nr 1846[12] (1646)[13] – 16 lutego 1921[14][15]
- Krzyż Niepodległości – 27 czerwca 1938 „za pracę w dziele odzyskania niepodległości”[16][17][18]
- Krzyż Walecznych czterokrotnie[11]